# Droga wojewódzka nr 930
Droga wojewódzka nr 930 (DW930) – droga wojewódzka w województwie śląskim o długości ok. 4 km łącząca drogę wojewódzką nr 932 w Świerklanach z drogą wojewódzką nr 933 w Mszanie.

## Miejscowości leżące przy trasie DW930
- Świerklany (DW932)
- Połomia
- Mszana (DW933)